# Subratllat
Subratllar és un recurs tipogràfic que consisteix a traçar una ratlla sota un text. Serveix per realçar la importància d'una part del text. Les eines ofimàtiques permeten generalment el subratllat simple i el subratllat doble. En una tipografia de qualitat, el subratllat s'interromp quasi invisiblement quan toca les descendents i no continua dins del trau de les lletres descendents.
Com el color, és un procediment desaconsellat que s'ha d'utilitzar amb la màxima parsimònia. Se l'ha d'evitar i sobretot evitar duplicar els recursos, com per exemple la cursiva i subratllat alhora. La millor tipografia és la que passa desapercebuda i que no resta importància al contingut.
Tot i que hi ha ocurrències en les quals la cursiva és obligatòria (per exemple noms científics d'espècies, títols de llibres…), en canvi, no hi ha cap cas on el subratllat encara és de rigor. És una forma obsoleta per marcar títols. Antany, quan es feien servir les màquines d'escriure el subratllat i les majúscules eren les úniques maneres per crear èmfasi. Aquestes màquines només tenien una alçada i una font, el subratllat reemplaçava els recursos més estètics que fins als anys vuitanta del segle xx només eren possibles en la impremta professional. Els processadors de text WYSIWYG accesibles per a tothom i les impressores gràfiques van canviar el joc i ja no queden gaires casos on el subratllat encara és útil.
Recursos tipogràfics alternatius al subratllat
- la cursiva
- la negreta
- el canvi d'alçada
- el canvi de pòlissa

## Subratllat manual

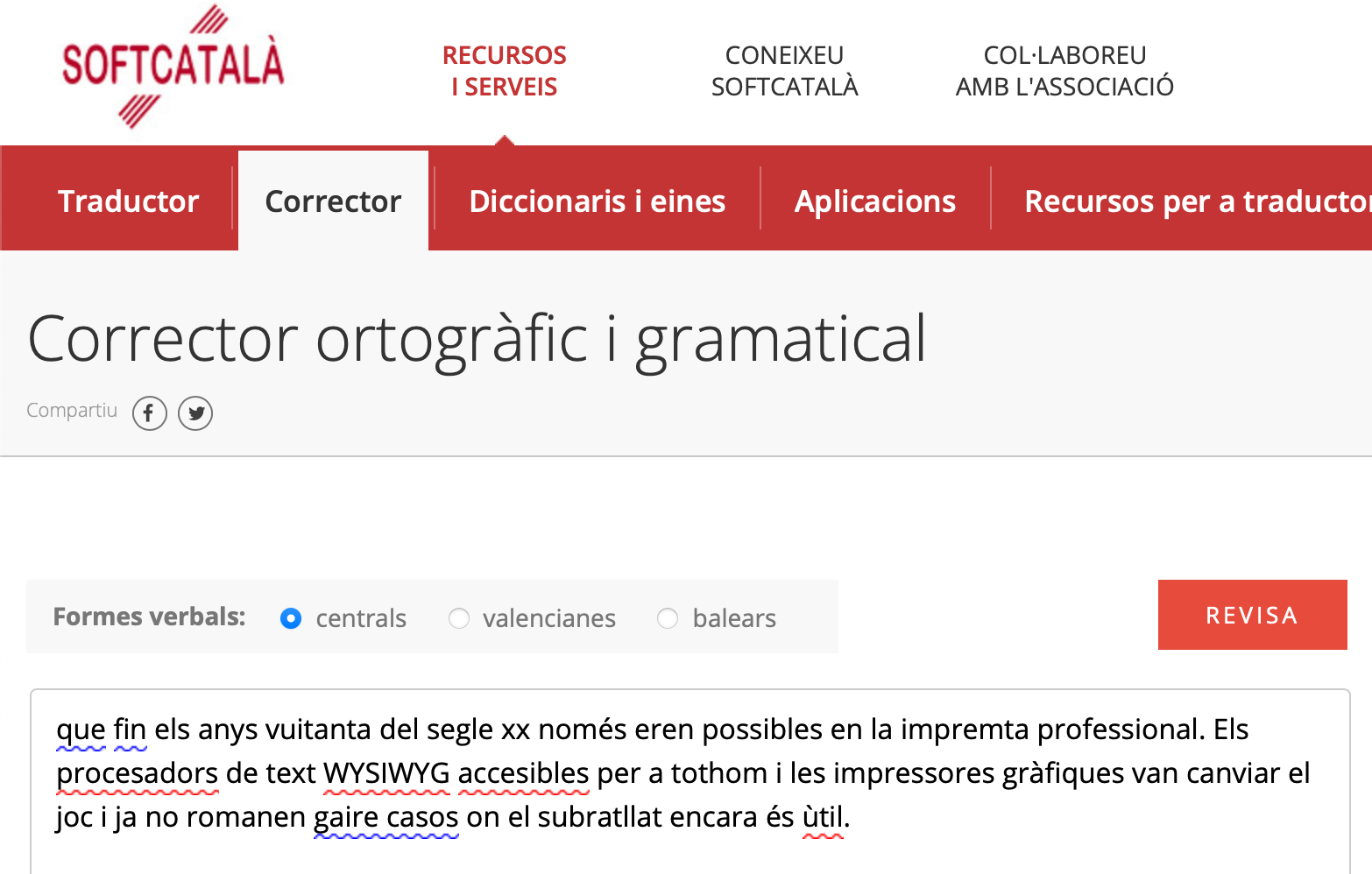
Subratllat al corrector ortogràfic i gramatical de Softcatalà

El subratllat manual es fa servir amb unes convencions particulars per la correcció de manuscrits originals i per la correcció de proves d'impremta. Se sol fer servir el llapis vermell o els seus successors moderns com els bolígrafs i marcadors vermells. Els correctors ortogràfics en línia ho fan igualment, com ara el corrector de Softcatalà que fa servir tres colors per diferenciar qüestions gramaticals o tipogràfiques i recomanacions d’estil.
El subratllat manual també pot servir per realçar parts d'un text ja imprès, per facilitar-ne la memorització, per indicar-hi els punts més importants o per ajudar un orador a emfatitzar quan cal. Modernament per subratllar manualment es fa servir més aviat els marcadors fluorescents transparents.